# Le Lillois
Le Lillois est un hebdomadaire politique et satirique illustré français, publié à Lille entre 1884 et 1893. 

## Histoire
Le premier numéro du Lillois paraît le 8 décembre 1884. Son tirage augmente au cours des mois suivants, passant de 20 000 exemplaires en février 1885 à 45 000 exemplaires à la fin de la même année. Le journal est financé par l'industriel catholique Philibert Vrau.
Chaque numéro contient une ou plusieurs gravures, majoritairement des caricatures de personnalités politiques locales dessinées par Achille Lemot, qui collabore à la même époque au Pèlerin et au Triboulet.
D'abord situés au 78-bis de la rue de l'Hôpital-Militaire, les bureaux du journal sont transférés au 5 de la rue des Poissonceaux en mars 1885, puis au 7 de l'impasse du même nom en octobre 1888.

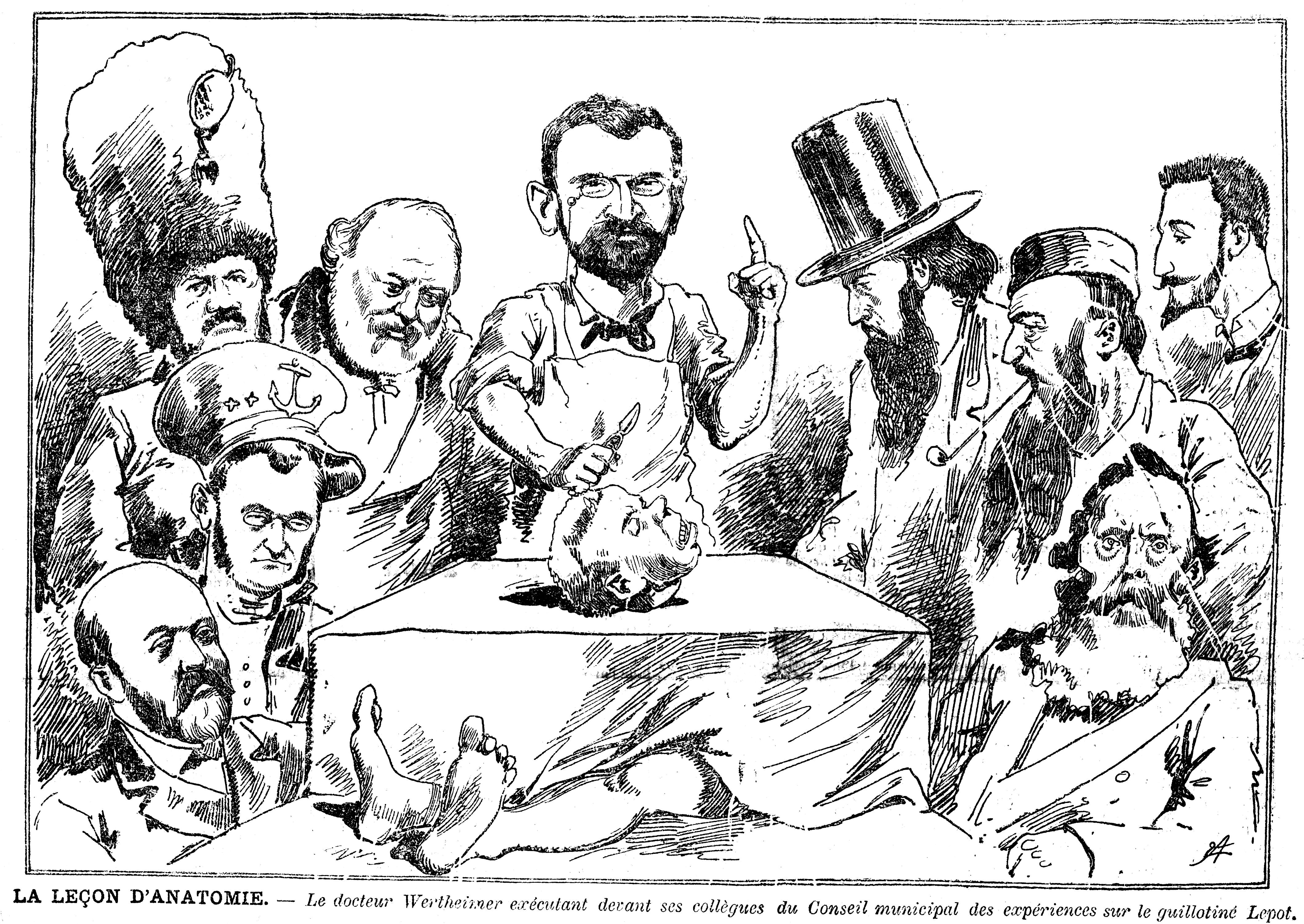
Caricature, par Lemot, de plusieurs conseillers municipaux républicains lillois. Dans le sens horaire, à partir du coin inférieur gauche :,, Henri Lequenne, Victor Meurein, Émile Wertheimer (disséquant l'assassin), Géry Legrand, Achille Scrive, César Baggio et (Le Lillois, 2 août 1885).

Le Lillois est un journal « conservateur » au sens des années 1880, c'est-à-dire monarchiste et clérical. Ses rédacteurs, anonymes pour la plupart d'entre eux, se déclarent en effet « monarchistes et catholiques ». Sous l'influence de l'avocat Arthur Stoven (d) (1858-1901), qui assure la direction du Lillois et collabore aussi à La Vraie France, l'hebdomadaire satirique professe également des opinions antimaçonnques et antisémites,.
En réaction à cette publication conservatrice, un journal radical et anticlérical intitulé Le Vrai Lillois est fondé en mars 1885 sous la gérance de Léon Hayard. En raison de la similitude des deux titres, le gérant du Lillois poursuit ce confrère hostile devant le tribunal de commerce, qui contraint Hayard à modifier le nom de son journal : Le Vrai Lillois est ainsi rebaptisé Le Réveil lillois puis Le Citoyen lillois.
Les attaques du Lillois contre le maire Géry Legrand et ses colistiers républicains lui attirent les foudres de plusieurs conseillers municipaux. L'un d'eux, Florent Bonduel (d), va jusqu'à adresser une lettre de menace à l'imprimeur-gérant du journal, Victor Ducoulombier, le 14 février 1885. Reconnu coupable de menaces de mort, mais bénéficiant de circonstances atténuantes, il est condamné à une amende symbolique le 7 mai suivant. Un autre conseiller municipal, le dentiste Eugène Bianchi, agresse physiquement Arthur Stoven.
Le Lillois s'en prend également aux journaux républicains. Il est ainsi condamné pour avoir insinué que Le Progrès du Nord et Le Petit Nord émargeaient aux fonds secrets du gouvernement opportuniste.
En 1888, Le Lillois apporte son soutien au mouvement boulangiste afin de se « venger de l'opportunisme ».
En 1890, le journal est condamné pour avoir mené une campagne diffamatoire envers les israélites lillois.
En juillet 1891, le gérant du Lillois, Gustave Mas, est condamné pour injures et diffamation. Or, la Légion d'honneur lui avait été conférée quelques jours plus tôt en tant qu'ancien officier d'administration. À la demande du sénateur-maire de Lille, Mas est rayé des cadres de l'armée territoriale et de ceux de l'ordre honorifique quelques semaines plus tard.
À la fin de l'année 1891, Stoven se marie et quitte la direction du Lillois. Il est alors remplacé par Henri Gavériaux.